# Funkcja potęgowa

Wykresy przykładowych funkcji potęgowych w kartezjańskim układzie współrzędnych. Wykładniki są tu nieparzyste i dodatnie, przez co dziedziny tych funkcji to zbiór wszystkich liczb rzeczywistych

Wykresy kartezjańskie innych funkcji potęgowych. Wykładniki są tu parzyste i dodatnie, przez co dziedzinami tych funkcji są całe osie rzeczywiste

Funkcja potęgowa – typ funkcji matematycznej, definiowany różnie, zwykle jako rodzaj funkcji rzeczywistej zmiennej rzeczywistej:
- w sensie ścisłym, łac. sensu stricto, jest to dowolna funkcja potęgująca swoje argumenty; innymi słowy to potęga, gdzie argument funkcji jest podstawą – tak rozumiana funkcja potęgowa jest postaci {\displaystyle x\mapsto x^{k},\ k\in \mathbb {R} }[1];
- w sensie szerokim, łac. sensu largo, jest to uogólnienie powyższego pojęcia i wzoru – dowolna funkcja postaci {\displaystyle x\mapsto ax^{k},\ a,k\in \mathbb {R} }[2], czyli jednomian jednej zmiennej[3].

Funkcje potęgowe mogą mieć różne dziedziny i zbiory wartości, co opisano niżej i przedstawiono na ilustracjach.

## Przykłady
Do funkcji potęgowych należą między innymi:
- funkcja tożsamościowa {\displaystyle (k=1);}
- kwadrat liczby {\displaystyle (k=2);}
- sześcian liczby {\displaystyle (k=3);}
- liczba odwrotna {\displaystyle (k=-1);}
- pierwiastek kwadratowy {\displaystyle (k=1/2);}
- pierwiastek sześcienny {\displaystyle (k=1/3);}
- inne pierwiastkowanie.

## Dziedziny
Dla obu definicji dziedzina funkcji zależy od wykładnika, wyżej oznaczonego literą {\displaystyle k\colon }
- jeśli wykładnik jest naturalny i dodatni {\displaystyle (k\in \mathbb {N} _{+}),} to dziedziną jest cały zbiór liczb rzeczywistych[1]; takie funkcje potęgowe należą do funkcji wielomianowych;
- {\displaystyle k=0} – dziedziną funkcji jest zbiór liczb rzeczywistych, funkcja przyjmuje postać funkcji stałej;
- jeśli wykładnik jest całkowity i ujemny {\displaystyle (k\in \mathbb {Z} _{\leqslant -1}),} to dziedziną jest zbiór niezerowych liczb rzeczywistych[1];
- {\displaystyle k={\tfrac {n}{m}}>0,} dla całkowitych, względnie pierwszych liczb {\displaystyle m,n} – dziedziną funkcji jest zbiór liczb rzeczywistych dla {\displaystyle m} nieparzystych, dla {\displaystyle m} parzystych dziedziną jest zbiór liczb rzeczywistych nieujemnych;
- {\displaystyle k={\tfrac {n}{m}}<0,} dla całkowitych, względnie pierwszych liczb {\displaystyle m,n} – dziedziną funkcji jest zbiór liczb rzeczywistych bez zera dla {\displaystyle m} nieparzystych, dla {\displaystyle m} parzystych dziedziną jest zbiór liczb rzeczywistych dodatnich;
- {\displaystyle k\in \mathbb {R} \setminus \mathbb {Q} } – dla {\displaystyle k} dodatnich dziedziną jest zbiór liczb rzeczywistych nieujemnych, dla {\displaystyle k} ujemnych dziedziną jest zbiór liczb rzeczywistych dodatnich[5].

Rozważa się też funkcje potęgowe o argumentach zespolonych.